# Carolina de Parma
Carolina Maria Teresa Josefa de Parma (em italiano: Carolina Maria Teresa Giuseppa Giovanna di Borbone-Parma; Parma, 22 de novembro de 1770 - Dresden, 1 de março de 1804) foi uma princesa de Parma por direito de nascimento e princesa da Saxónia por casamento com o o príncipe-herdeiro Maximiliano, Príncipe Herdeiro da Saxônia. Carolina era a filha mais velha do duque Fernando I de Parma e da sua esposa, a arquiduquesa Maria Amália de Habsburgo-Lorena.

## Família
O seu nome completo era Carolina Maria Teresa Josefa. Os seus nomes homenageavam os seus padrinhos, o seu tio-avô paterno, o rei Carlos III de Espanha, e a sua avó materna, a imperatriz Maria Teresa da Áustria.
Carolina era a mais velha de nove filhos nascidos a Fernando I de Parma e à sua esposa, a arquiduquesa Maria Amália da Áustria. Era irmã mais velha de Luís de Bourbón (que viria a ser rei da Etrúria). Através de Luís era também tia do duque Carlos II de Parma.
O seu pai Fernando era filho de Filipe, Duque de Parma e da princesa Luísa Isabel de França. Filipe, por sua vez, era filho do rei Filipe V de Espanha. Luísa Isabel era filha do rei Luís XV de França.
A sua mãe Maria Amélia era filha do imperador Francisco I e de Maria Teresa da Áustria. Através da sua mãe, Carolina era sobrinha, entre outros, do imperador José II e da rainha Maria Antonieta de França.
A princesa Carolina morreu de febre a 1 de março de 1804 em Dresden. Mais de duas décadas depois, o seu marido casou-se com a sua sobrinha, a princesa Maria Luísa Carlota de Parma.

## Casamento e descendência
No dia 22 de abril de 1792, Carolina casou-se por procuração, em Parma com o príncipe-herdeiro Maximiliano, Príncipe Herdeiro da Saxônia, filho mais jovem do eleitor Frederico Cristiano, Príncipe-Eleitor da Saxônia. O casamento pessoalmente aconteceu no dia 9 de maio de 1792.
O casal teve oito filhos:

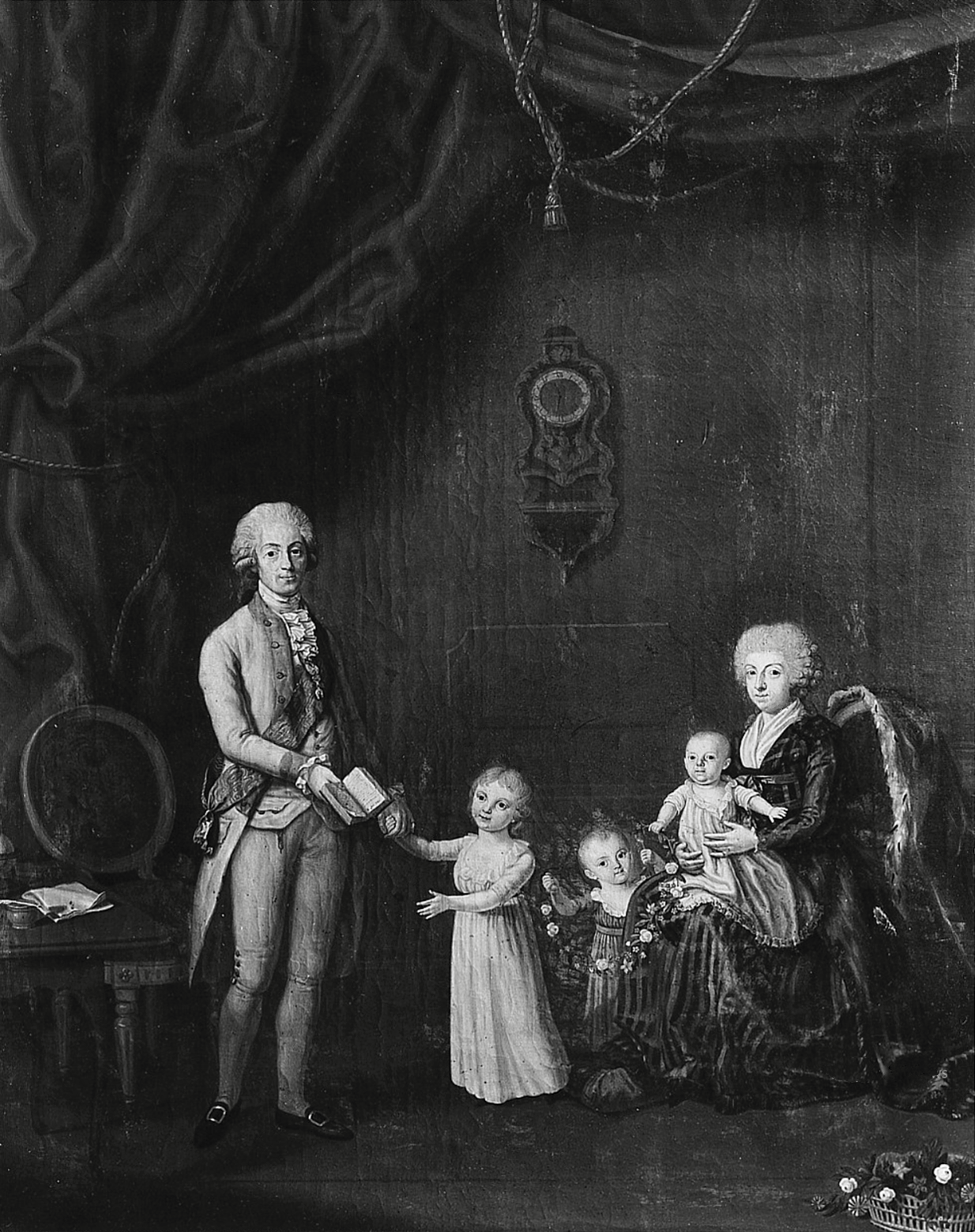
Retrato de Carolina e Maximiliano com seus três filhos mais velhos: Amália, Maria Fernanda e Frederico Augusto, por Christian Gottlob Fechhelm.

1. Amália da Saxônia (10 de agosto de 1794 - 18 de setembro de 1870), escritora e compositora. Ela morreu solteira e sem filhos.
2. Maria Fernanda da Saxônia (27 de abril de 1796 - 3 de janeiro de 1865), casou-se em 1821 com Fernando III da Toscana, sem descendência.
3. Frederico Augusto II da Saxônia (18 de maio de 1797 - 9 de agosto de 1854), o primeiro rei da Saxônia. Casou-se primeiramente com Maria Carolina da Áustria, e depois com Maria Ana da Baviera; nenhuma descendência de ambos os casamentos, embora ele tivesse um filho ilegítimo.
4. Clemente da Saxônia (1 de maio de 1798 - 4 de janeiro de 1822), morreu solteiro e sem descendência.
5. Maria Ana da Saxônia (15 de novembro de 1799 - 24 de março de 1832), casou-se em 1817 com Leopoldo II da Toscana, com descendência.
6. João I da Saxônia (12 de dezembro de 1801 - 29 de outubro de 1873), rei da Saxônia. Casou-se com a princesa Amélia Augusta da Baviera; com descendência.
7. Maria Carlota da Saxônia (8 de maio de 1802 - 20 de abril de 1804), morreu na infância depois de contrair varíola.
8. Maria Josefa da Saxônia (6 de dezembro de 1803 - 17 de maio de 1829), casou-se em 1819 com o rei Fernando VII de Espanha, sem descendência.

## Títulos e estilos
- 22 de novembro de 1770 – 22 de abril de 1792: Sua Alteza Real a Princesa Carolina de Parma
- 22 de abril de 1792 – 1 de março de 1804: Sua Alteza Real a Princesa Carolina da Saxônia

### Honras
- Espanha: 9.° Dama da Ordem da Rainha Maria Luísa - .